# Carl Valentin
Carl Valentin Lehrmann (født 11. marts 1992 i Odense) er en dansk politiker og siden 2019 medlem af Folketinget for Socialistisk Folkeparti, valgt i Københavns Storkreds. Han var landsformand for Socialistisk Folkepartis Ungdom (SFU) fra 2013 til 2015.

## Baggrund og uddannelse
Carl Valentin blev født den 11. marts 1992 i Odense som søn af skuespiller Githa Lehrmann og ufaglært Tom Valentin. Han blev i 2012 samfundsvidenskabelig student (STX) fra Mulernes Legatskole. Han har taget en bacheloruddannelse i samfundsfag med sidefag i retorik fra Københavns Universitet. Under sine studier var han desuden bestyrelsesmedlem i Oxfam IBIS (2015-2017) samt klummeskribent ved Altinget.dk (2017-2020).[kilde mangler]

## Politisk karriere
Valentin er SF’s ordfører for miljø, fødevarer, skat, dyrevelfærd og udlændinge.
Han startede sin politiske karriere som formand for SF Ungdom i Odense (2010-2012), hvorefter han 2012-2013 var ansat som organisationskonsulent i SFU. Ved SFU's landsmøde i 2013 blev han valgt som ny landsformand til at afløse Gry Möger Poulsen. Han genopstillede ikke ved landsmødet i 2015, hvor han blev afløst af Nanna Bonde.
Carl Valentin stillede første gang op til folketingsvalget 2015 i Fyns Storkreds, hvor han fik 628 personlige stemmer.[1] Han var stedfortræder i Folketinget for Karsten Hønge i perioden fra 25. oktober 2017 til 10. november 2017.
Valentin blev valgt ind i Folketinget ved folketingsvalget 2019 for Københavns Storkreds. Han blev valgt med 2.074 personlige stemmer og dermed som nummer 2 på SF’s liste, hvor Pia Olsen Dyhr blev nr. 1.
Valentin er den første veganer, der har haft fast sæde i Folketinget.
Valentin har modtaget en række priser for sit arbejde for udbredningen af plantebaserede fødevarer. I 2021 modtog han Plantevæksts pris “Årets plantevenlige politiker”. Samme år modtog han Dansk Vegetarisk Forenings Hinhede-prisen, og i 2022 modtog han prisen som Årets Veganer ”” fra Danmarks Veganske Forening.